# کاتاپلکسی
کاتاپلکسی (cataplexy) نوعی بیماری است بدین معنی که شخص به هنگام حالات هیجانی قوی یا خنده و گریه شدید اختیار عضلانی بخش‌هایی از بدن خود را از دست می‌دهد و به زمین می‌افتد، اما هم‌چنان به‌هوش است.
منشا این اختلال نادر معمولاً تخریب خودایمن ارکسین است. کاتاپلکسی معمولاً از نشانه‌های مهم دچار بودن به نوعی اختلال خواب موسوم به نارکولپسی است و به تنهایی بسیار نادر است. در حدود ۷۰ درصد از افراد دچار به حمله خواب از کاتاپلکسی نیز رنج می‌برند.